# Emil Hlobil
Emil Hlobil (11. října 1901 ve Veselí nad Lužnicí – 25. ledna 1987 v Praze) byl český hudební skladatel a pedagog.

## Život
Studoval na Pražské konzervatoři u profesorů Jaroslava Křičky (1920–1923) a Josefa Suka (1923–1930). Jeho práce zahrnují opery Anna Kareninová (1963), Měšťák šlechticem (1967), Král Václav (1981), dále pak symfonie, koncerty, komorní skladby a smyčcové kvartety. V letech 1930–1941 vyučoval na učitelském ústavu v Praze, 1941–1957 na pražské konzervatoři a 1957–1971 vyučoval na pražské AMU. S manželkou českou malířkou Marií Hlobilovou-Mrkvičkovou měl dcery Danu Hlobilovou a Marii Luisu Hlobilovou.
V roce 1946 podepsal prokomunistické „Májové poselství kulturních pracovníků českému lidu!“ publikované před parlamentními volbami do Národního shromáždění. Tento předvolební manifest podepsalo celkem 843 kulturních pracovníků a komunisté volby vyhráli. V roce 1948 podepsal výzvu prokomunistické inteligence Kupředu, zpátky ni krok!, jež byla vydána dne 25. února 1948 na podporu komunistického převratu. V roce 1977 podepsal „Antichartu“.

## Žáci
- Ivo Bláha
- Jan Bůžek
- Jindřich Feld
- Luboš Fišer
- Milan Iglo
- Viktor Kalabis
- Jiří Kalach
- Ivan Kurz
- Ivana Loudová
- Zdeněk Marat
- Miroslav Pelikán
- Zdeněk Šesták